# Alvaro Načinović
Alvaro Načinović (nascut el 2 de març de 1966 a Rijeka), és un exjugador d'handbol croat, que va participar en els Jocs Olímpics d'Estiu de 1988 (amb RFS Iugoslàvia), i als Jocs Olímpics d'Estiu de 1996 (amb Croàcia).
El 1988 va formar part de la selecció de Iugoslàvia que va guanyar la medalla de bronze a les Olimpíades de Seul. Hi va jugar tots sis partits.
Vuit anys més tard, va guanyar la medalla d'or amb la selecció croata a l'Olimpíada d'Atlanta 1996. Hi va jugar tres partits i va marcar tres gols.